# Майяни, Закари
Закари (Захария) Майани (имя при рождении — Захария Соломонович Ключевич; 1899, Мелитополь — 1982, Эйлат) — французский писатель и лингвист-семитолог родом из русскоязычных евреев. Его книга, где он пытался предложить дешифровку этрусского языка, неоднократно издавалась на русском языке, однако его теории по поводу происхождения этрусков и других народов древнего мира относят к неакадемическим исследованиям.
Родился в Мелитополе в семье служащего мануфактурного магазина Соломона Израилевича Ключевича (1870-после 1945, Казань) и Ольги Марковны (Голды Мееровны), урожд. Равич (1875, Мелитополь-1955, Казань).
Его брат — Александр Соломонович Ключевич (1903, Мелитополь-1990, Казань), химик, доцент кафедры неорганической химии Казанского государственного университета и Казанского государственного ветеринарного института (КГВИ). А. С. Ключевич — автор книг об ученых — представителях Казанской химической школы — К. К. Клаусе, Ф. М. Флавицком и А. М. Зайцеве и ряда статей о казанских химиках.
О личной жизни Майани известно, что в 1937 году в Париже он женился, а через 10 лет, подавая документы на визу в США, заявил что разведён. Во втором браке (или в гражданском браке) жил с Эмилией Лулаки (Emilia (Mila) Loulaki), которая была указана как наследница его квартиры в Эйлате.

## Образование и публикации
В 1916 году он стал членом движения «Цеирей Цион» («Молодежь Сиона»); в 1920 года стал секретарем Таврического регионального центра сионистской организации.
В 1918 году поступил на физико-математический факультет Таврического университета в Симферополе. В 1921 году репатриировался в Эрец-Исраэль. Сменил там фамилию на Майяни (от ивритского слова מעין — «ключ»). Некоторое время жил в Хайфе, затем в Яффо и Иерусалиме. В Иерусалиме он поступил в Школу искусств и ремёсел «Бецалель», решив посвятить себя живописи. В 1925 году окончил Иерусалимскую школу для учителей. Преподавал иврит и историю в иерусалимских гимназиях.
Став полноправным учителем иврита, он отправился в Северную Африку, где тогда проживали крупные еврейские общины, чтобы приобрести опыт работы. Там он жил до 1929 года, сначала в Тунисе, позже переехав в Алжир, а оттуда в Марокко.
В конце 1920-х годов переехал во Францию. Учился на факультете искусств в Парижском университете, где получил докторскую степень в 1935 году Также был студентом Школы Лувра. Печатался в парижских русскоязычных еврейских изданиях под псевдонимами З. Равич и Бен-Таврия. Превосходно владел русским, идишем, ивритом и французским. Педагог, журналист, специалист по древностям, автор учебника иврита для русскоязычных и активист сионистского ревизионистского движения.
Перед началом Второй мировой войны Майани вернулся в Эрец-Исраэль. Был преподавателем иврита в колледже Багрут в Иерусалиме с 1938 по 1942 годы. После окончания Второй мировой войны Майани отправился в США, в Университет Иллинойса, затем опять во Францию, где преподавал иврит, а также проводил исследования в области археологии.
Одна из первых книг — «Les Estrusques commencent a parler» («Этруски начинают говорить») вышла в 1961 году в Париже в издательстве «Arthaud» и в 1962 году в Лондоне («The Etruscans Begin to Speak») в издательстве «Souvenir Press». В этой книге, которая неоднократно переиздавалась на русском языке, выдвинул предположение, что этрусский язык древности был связан происхождением с современным албанским языком. Эта связь отвергается большинством ученых как «спекулятивная». Согласно современным представлениям сравнительной индоевропеистики, албанский представляет собой уникальную ветвь индоевропейских языков, в то время большая часть этрускологов сходятся во мнении, что этрусский был доиндоевропейским языком.
Также опубликовал книгу «Гиксосы и библейский мир» (Les Hyksos et le monde de la Bible, Paris: Payoy, 1956), где подчёркивал связь между евреями, кенеями и хабиру. Майяни также утверждал, что хананеи попали в Малую Азию, Иллирию и даже Италию.